# Alfonso Cavagnari
Alfonso Cavagnari (Parma, 10 novembre 1831 – Reggio Emilia, 18 settembre 1881) è stato un avvocato e politico italiano.
Fu per due volte sindaco di Parma e deputato del Regno d'Italia nella XIV Legislatura.

## Biografia
Nato da Alessandro e da Giovanna de Fey, fece i primi studi, soprattutto di carattere letterario, col conte Filippo Linati. Dopo essersi laureato in  giurisprudenza all'Università di Parma esercitò l'avvocatura in cause civili e penali, formandosi una numerosa e scelta clientela. Gli vennero affidate importanti cause da ogni parte d'Italia e anche dall'estero. Ebbe onorificenze dal governo portoghese e da diversi stati Sudamericani. Fu presidente dell'ordine degli avvocati di Parma e membro del Consiglio Superiore di Pubblica Istruzione.
In ottobre del 1861 fu nominato, su proposta del ministro plenipotenziario  Farini, professore di diritto costituzionale all'Università di Parma. Gli furono poi affidate le cattedre di diritto civile e penale e di diritto commerciale, che tenne fino al 1879.
Dal 1865 entrò a far parte del Consiglio municipale di Parma, e dal novembre dell'anno successivo resse le funzioni di sindaco pro-tempore. In dicembre 1870 fu eletto sindaco effettivo. Esponente dell'ala moderata, si dimise in aprile del 1874 di fronte all'opposizione della sinistra, che era in minoranza, ma anche della destra, capitanata da Ferdinando Paini. In settembre del 1880 fu nuovamente eletto sindaco. Aumentò i finanziamenti al Teatro Regio, fece lastricare la piazza Maggiore (ora piazza Garibaldi) e fece erigere il monumento al Parmigianino in piazzale della Steccata. La sua giunta concesse la cittadinanza onoraria a Giuseppe Verdi.
In maggio del 1880 fu eletto deputato nel Collegio di Parma 1 nella XIV legislatura del Regno d'Italia, dove si schierò con la destra storica.
Si dedicò anche alla letteratura e alla musica. Scrisse i libretti di due opere di Giovanni Gaetano Rossi: Elena di Taranto (1852) e Giovanni Giscala (1855, rappresentata anche al teatro alla Scala di Milano), e il romanzo storico in due volumi La fata di Montechiarugolo, che fu pubblicato anche in appendice alla Gazzetta di Parma.
La città di Parma ha intitolato alla sua famiglia "Strada Cavagnari", una laterale di via Spezia.
Nel 1986 la Cassa di Risparmio di Parma e Piacenza ha inaugurato in via Spezia il  "Centro Servizi Cavagnari", costato 60 miliardi di lire.